# Дихлоробис(триэтилфосфин)платина
Дихлоробис(триэтилфосфин)платина — металлоорганическое соединение
платины
с формулой Pt[P(C2H5)3]2Cl2,
белые кристаллы.

## Получение
- Реакция триэтилфосфина с водным раствором тетрахлороплатинатом(II) калия:

{\displaystyle {\mathsf {K_{2}[PtCl_{4}]+2P(C_{2}H_{5})_{3}\ {\xrightarrow {}}\ Pt[P(C_{2}H_{5})_{3}]_{2}Cl_{2}\downarrow +2KCl}}}

## Физические свойства
Дихлоробис(триэтилфосфин)платина образует белые кристаллы — цис- и транс-изомеры.
В диэтиловом или петролейном эфире образуется цис-изомер.
транс-Изомер образуется при нагревании цис-изомера до 180°С.
Слабо растворяется в бензоле, этаноле, ацетоне.